# Multilineare Algebra
Die multilineare Algebra ist ein Teilgebiet der Mathematik. Die multilineare Algebra ist ein Konzept, das die lineare Algebra auf mehrere Variablen verallgemeinert. Die multilineare Algebra spielt eine wichtige Rolle in verschiedenen mathematischen Disziplinen wie der linearen Algebra, der Differentialgeometrie, der theoretischen Physik und den Ingenieurwissenschaften.

## Grundkonzepte

### Tensorprodukt
Ein zentrales Konzept in der multilinearen Algebra ist das Tensorprodukt. Gegeben seien zwei Vektorräume {\displaystyle V} und {\displaystyle W} über einem gemeinsamen Grundkörper {\displaystyle K}, dann ist das Tensorprodukt {\displaystyle V\otimes W} ein Vektorraum, der aus allen formalen Linearkombinationen von Tensoren der Form {\displaystyle v\otimes w} besteht, wobei {\displaystyle v\in V} und {\displaystyle w\in W}.

### Tensor
Ein Tensor ist ein Element von einem Tensorprodukt eines oder mehrerer Vektorräume. Tensoren können als Verallgemeinerung von Skalaren, Vektoren und Matrizen betrachtet werden und treten in vielen Bereichen der Mathematik und Physik auf.

### Multilineare Abbildungen
Eine multilineare Abbildung ist eine Funktion, die mehrere Vektoren als Argumente nimmt und linear in jedem Argument ist. Das heißt, wenn man einen der Vektoren variiert und die anderen festhält, ändert sich der Wert der Abbildung linear.

## Anwendungen

### Physik
In der theoretischen Physik werden Tensoren verwendet, um physikalische Größen wie Spannungstensoren, elektromagnetische Felder und Krümmungstensoren in der Allgemeinen Relativitätstheorie zu beschreiben.

### Maschinelles Lernen und Datenanalyse
Tensoren werden auch in der Datenanalyse und im maschinellen Lernen verwendet, insbesondere in Deep-Learning-Modellen wie neuronalen Netzwerken, um komplexe Datenstrukturen zu repräsentieren.

### Ingenieurwissenschaften
In den Ingenieurwissenschaften werden Tensoren zur Beschreibung von mechanischen Eigenschaften von Materialien, Strömungsmechanik und anderen physikalischen Phänomenen eingesetzt.

## Geschichte
Die multilineare Algebra hat ihre Wurzeln in der linearen Algebra und wurde im Laufe des 20. Jahrhunderts weiterentwickelt. Am Anfang der Untersuchungen standen bilineare und quadratische Formen, woraus sich die Determinantentheorie entwickelt hat. Weitere Begriffe und Konzepte der multilinearen Algebra wurden unter anderem von den Mathematikern wie Hermann Grassmann, Élie Cartan entwickelt und verfeinert.